# Гребнево (Рязанская область)
Гребнево — село в Старожиловском районе Рязанской области России, административный центр Гребневского сельского поселения.

## География
Село расположено на автодороге 61К-006 (Рязань - Ряжск - Александро-Невский) в 18 километрах на север от райцентра рабочего посёлка Старожилово.

## История
В 1882 году в селе Гребнево была учреждена земская школа, а в 1903 году учреждена также земская школа в деревне Епихине. В 1915 году в них обучалось мальчиков 118, девочек 73. Законоучителем в земских школах был священник села Петр Ильич Быстров.
Церковь в селе Гребнево была построена в 1899 году на средства прихожан и разных благотворителей. Зданием деревянная на каменном фундаменте. Каменная колокольня была построена в 1912 году. Престол был один – в честь Рождества Христова. В приходе имелись две каменные часовни, одна в селе Гребнево, другая в деревне Епихине.
В XIX — начале XX века село входило в состав Букринской волости Пронского уезда Рязанской губернии. В 1906 году в селе было 146 дворов.
С 1929 года село являлось центром Гребневского сельсовета Старожиловского района Рязанского округа Московской области, с 1937 года — в составе Рязанской области, с 1944 года — в составе Букринского района, с 1956 года — в составе Старожиловского района, с 2005 года — центр Гребневского сельского поселения.
1 октября 2014 года в селе Гребнево Старожиловского района состоялась закладка капсулы в строящемся храме в честь Рождества Христова. Чин закладки, по благословению митрополита Рязанского и Михайловского Вениамина, возглавил протоиерей Василий Колесников (клирик кафедрального Христорождественского собора г.Рязани). Ему сослужили благочинный Старожиловского округа иерей Димитрий Еремушкин, протоиерей Владимир Покровский, иеромонах Сергий (Маркин), иерей Александр Горбунов, иерей Алексий Пидвысоцкий и протодиакон Анатолий Ковшиков.

## Население
| 1859 | 1897 | 1906  | 2010 |
| ---- | ---- | ----- | ---- |
| 620  | ↗829 | ↗1113 | ↘613 |

## Инфраструктура
В селе имеются Гребневская основная общеобразовательная школа (Филиал Средней общеобразовательной школы Рязанские сады), детский сад «Колокольчик», отделение связи. 

## Достопримечательности
В селе находится строящаяся Церковь Рождества Христова.